# Albert Adomah
Albert Adomah (ur. 13 grudnia 1987 w London Borough of Lambeth) – ghański piłkarz, urodzony w Anglii, grający na pozycji pomocnika w angielskim klubie Walsall. W latach 2011-2018 dziewiętnastokrotny reprezentant Ghany. Uczestnik Mistrzostw Świata 2014. Półfinalista Pucharu Narodów Afryki 2013. Posiada również obywatelstwo brytyjskie. 
W swojej karierze występował m.in. w takich klubach jak: Aston Villa, Middlesbrough, Bristol City, Queens Park Rangers czy Nottingham Forrest. 

## Kariera
W dniu 1 lipca 2010 roku dołączył do piłkarskiego klubu Bristol City F.C. podpisując kontrakt na trzy lata.
8 sierpnia 2013 roku został zawodnikiem Middlesbrough, z którym podpisał 3-letni kontrakt.
31 sierpnia 2016 roku Adomah dołączył do Aston Villi i podpisał kontrakt na 4 sezony. Następnie grał w Nottingham Forest i Cardiff City. W 2020 został zawodnikiem Queens Park Rangers.

## Reprezentacja
Zadebiutował w reprezentacji Ghany 5 listopada 2011 roku, w meczu z reprezentacją Brazylii, który zakończył się wynikiem 1:0, na korzyść Czarnych Gwiazd.